# Ильичёвец-2
«Ильичёвец-2» — украинская футбольная команда из города Мариуполя Донецкой области. С 1996 по 2002 год носила название «Металлург-2». Выступала во Второй лиге Украины.

## История
Команда была создана 26 июля 1996 года в составе мариупольского клуба «Металлург».
Пять лет участвовала в первенстве Донецкой области, занимая места: 9-е в 1996 году, 6-е в 1997, 3-е в 1998, 2-е в 1999.
В 1999 году стала обладателем кубка «Зевса» (Греция), в 2000 году — кубка «Адриатики» (Хорватия).
В 2000 году команда перешла во Вторую лигу Украины. Наилучший результат — 2-е место в Группе В Второй лиги Украины 2005/06.
В 2012 году команда была расформирована, вместо неё руководство клуба «Ильичёвец» создало молодёжную команду (до 19 лет), которая стала выступать в юношеском чемпионате. В 2016 году команда до 19 лет была расформирована и на её базе был восстановлен «Ильичёвец-2»
В основном составе преимущественно играют футболисты городских футбольных школ.
В сезоне 2016/17 «Ильичёвец-2» возобновил выступление во Второй лиге Украины и по окончании сезона занял 12 место. В сезоне 2017/18 в связи с выходом основной команды в Высшую лигу Украины, «Ильичёвец-2» снялся с соревнования во Второй лиге Украины, а молодёжная команда продолжила выступления уже в турнире дублеров.